# Mandelinka dvacetitečná
Mandelinka dvacetitečná (Chrysomela vigintipunctata) je brouk, jehož housenky poškozují listy žírem. Škodí především na vrbách a při přemnožení způsobuje holožír.

## EPPO kód
CHRSVI

## Synonyma patogena

### Vědecké názvy
Podle EPPO a Biolib je pro patogena s označením mandelinka dvacetitečná (Chrysomela vigintipunctata) používáno více rozdílných názvů, například Chrysomela vigintopunctata nebo Melasoma vigintipunctata.

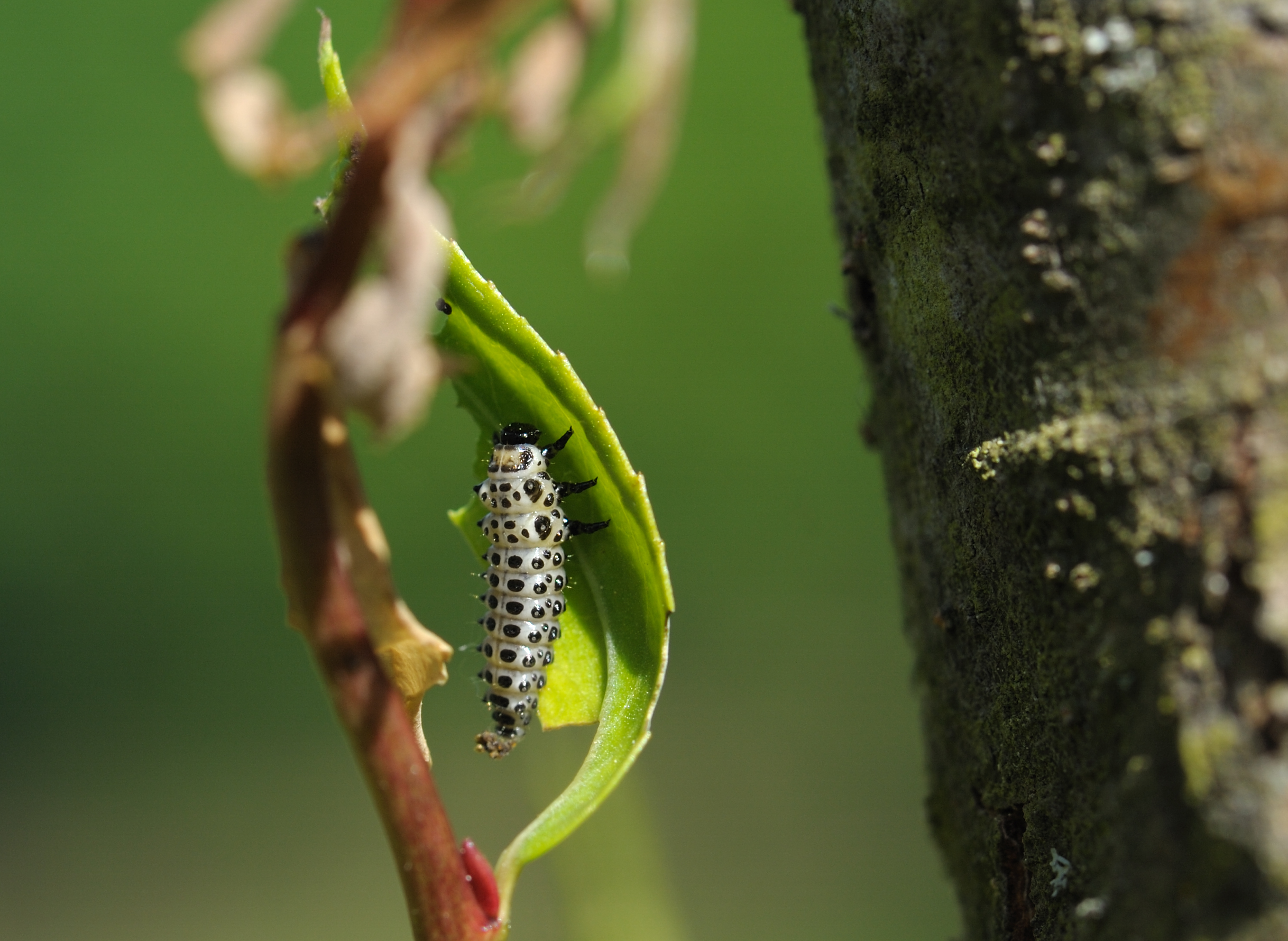
Larva.

## Zeměpisné rozšíření
Vyskytuje se ve střední a jižní Evropě, v Česku se jedná o běžný druh.

## Popis
Brouci jsou lesklí, kulatí, mírně podlouhlí, 6,5 až 8,5 mm velcí. Krovky jsou v odstínech od pastelově světle okrově žluté až po oranžově načervenalou. Na každé krovce je 10 podlouhlých tmavých skvrn. Na krovkovém švu je výrazný černý lem.
Larvy jsou až 10 mm velké, šedavě bělavé s mnoha pravidelně symetricky umístěnými černými skvrnami a bradavkami.

## Biologie

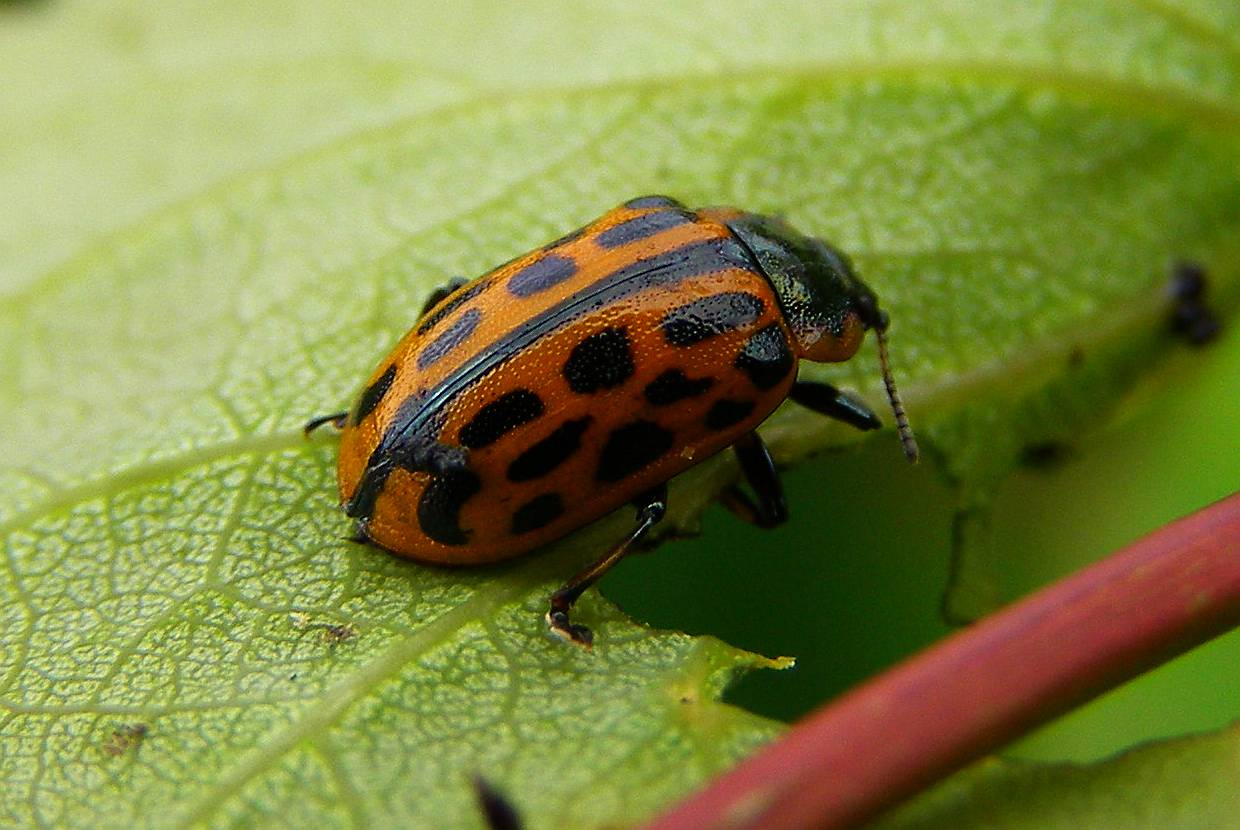
Mandelinka dvacetitečná (Chrysomela vigintipunctata)

Přezimují dospělí brouci. V květnu kladou na spodní stranu listů vajíčka. Po ukončení rozmnožování brouci hynou. Mladé larvy se zdržují na spodní straně listů. Larvy se často zdržují společně, ve skupinách. Vyžírají hromadně plošky ve spodní pokožce listů. Později se rozlézají po listech, které skeletují nebo děrují. Dorostlé larvy se kuklí na spodní straně listů, kam se zadečkem přilepí. Za 35 dní se líhnou dospělci. Ti jsou okřídlení a mohou se šířit na další území.
Hostitelskými rostlinami jsou hlavně vrby, ale mandelinky napadají i topoly, břízy, olše a další dřeviny.
Mandelinka dvacetitečná se vyskytuje na vlhkých loukách, kde rostou hostitelské rostliny, a to zejména v nížinách.

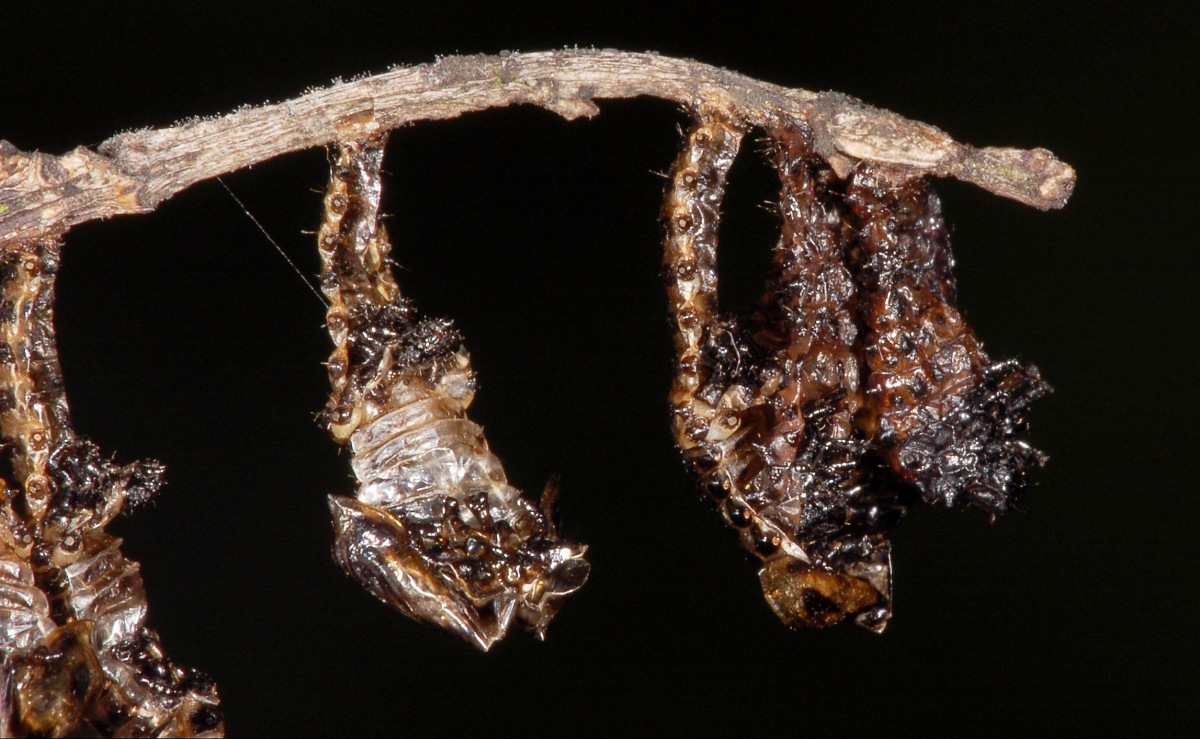
Kukly.

## Rostlinolékařský význam
Při přemnožení může způsobit totální holožíry a následné prosychání korun či odumření napadených dřevin. Příznaky napadení jsou zcela skeletované listy a přítomnost larev na listech. Larvy a dospělci mohou některými znaky (barva, tečky, tvar těla) připomínat na první pohled některé druhy slunéček (Harmonia axyridis).